# مارکالو کن کاسونه
مارکالو کن کاسونه (به ایتالیایی: Marcallo con Casone) یک کومونه در ایتالیا است که در استان میلان واقع شده‌است. مارکالو کن کاسونه ۸٫۱ کیلومتر مربع مساحت و ۶٬۰۵۵ نفر جمعیت دارد.

## خواهرخوانده
شهرهای Bubry و Macroom خواهرخوانده‌های مارکالو کن کاسونه هستند.